# G̣
Cette page contient des caractères spéciaux ou non latins. S’ils s’affichent mal (▯, ?, etc.), consultez la page d’aide Unicode.
G̣ (minuscule : g̣), appelé G point souscrit, est un graphème utilisé dans l’écriture de l’eyak, du miluk et du tedaga, et dans certaines romanisation GENUNG.
Il s'agit de la lettre G diacritée d'un point souscrit.

## Utilisation
Le g point souscrit est utilisé par Richard Rhodes dans le dictionnaire ojibwé oriental-chippewa-outaouais pour représenter la consonne occlusive vélaire voisée prononcée avec une labialisation par certains locuteurs ojibwé ou outaouais.
Le g point souscrit est utilisé dans la transcription phonétique de Franz Boas pour représenter une consonne occlusive uvulaire voisée [ɢ], notamment en kwakiutl ou en tsimshian.
Dans les romanisations GENUNG du hindi, du marathi, du népalais écrits avec la devanagari, la lettre g point souscrit ‹ g̣ › est utilisée pour translittérer ‹ ग़ ›, représentant une consonne fricative vélaire voisée [ɣ].

## Représentations informatiques
Le G point souscrit peut être représenté avec les caractères Unicode suivants :
- décomposé (latin de base, diacritiques) :

| formes    | représentations | chaînes de caractères | points de code | descriptions                                         |
| --------- | --------------- | --------------------- | -------------- | ---------------------------------------------------- |
| capitale  | G̣               | G◌̣                    | U+0047 U+0323  | lettre majuscule latine g diacritique point souscrit |
| minuscule | g̣               | g◌̣                    | U+0067 U+0323  | lettre minuscule latine g diacritique point souscrit |

## Sources
- (en) Richard A. Rhodes, Eastern Ojibwa-Chippewa-Ottawa dictionary, Berlin, Mouton de Gruyter, coll. « Trends in linguistics : Documentation » (no 3), 1985 (ISBN 3-11-010203-X, présentation en ligne)
- (en) UNGEGN Working Group on Romanization Systems, « Hindi », dans Report on the current status of United Nations romanization systems for geographical names, version 4.0, mars 2016, 4e éd. (présentation en ligne, lire en ligne)
- (en) UNGEGN Working Group on Romanization Systems, « Marathi », dans Report on the current status of United Nations romanization systems for geographical names, version 4.0, mars 2016, 4e éd. (présentation en ligne, lire en ligne)
- (en) UNGEGN Working Group on Romanization Systems, « Nepali », dans Report on the current status of United Nations romanization systems for geographical names, version 4.0, février 2013 (présentation en ligne, lire en ligne)